# Final Four Euroliga 2000
La Final Four Salónica 2000 corresponde al Final Four o etapas semifinales y finales del campeonato de baloncesto que en su edición del año 2000 se realizó en Salónica, Grecia.

## Resultados
- PAOK Sports Arena, Salónica  - 18 y 20 de abril de 2000

|  | Semifinales         | Semifinales         |    |             | Final               | Final               |  |
|  | 18 de abril de 2000 | 18 de abril de 2000 |    |             | 20 de abril de 2000 | 20 de abril de 2000 |  |
|  |                     |                     |    |             |                     |                     |  |
|  |                     |                     |    |             |                     |                     |  |
|  | Efes Pilsen         | 71                  |    |             |                     |                     |  |
|  | Panathinaikos BC    | 81                  |    |             |                     |                     |  |
|  |                     |                     |    |             |                     |                     |  |
|  |                     |                     |    |             |                     |                     |  |
|  |                     |                     |    |             | Panathinaikos BC    | 73                  |  |
|  |                     | Maccabi Tel Aviv    | 67 |             |                     |                     |  |
|  |                     |                     |    |             |                     |                     |  |
|  |                     |                     |    |             |                     |                     |  |
|  |                     |                     |    |             | Tercer lugar        |                     |  |
|  |                     |                     |    |             |                     |                     |  |
|  | Maccabi Tel Aviv    | 65                  |    | Efes Pilsen | 75                  |                     |  |
|  | FC Barcelona        | 51                  |    |             | FC Barcelona        | 69                  |  |

### Semifinales
| April 18 | FC Barcelona                                         | 51–65                              | Maccabi Elite                                 | |  |
| 18:30    | Marcador por tiempos: 22–38, 29–27                   | Marcador por tiempos: 22–38, 29–27 | Marcador por tiempos: 22–38, 29–27            | |  |
|          | Estadísticas Goldwire 13 Dueñas 9 Alston, Goldwire 3 | Boxscore Pts Reb Asts              | Estadísticas Huffman 24 Henefeld 6 McDonald 4 | Pabellón: P.A.O.K. Sports Arena, Thessaloniki Asistencia: 8,000 espectadores Árbitros: Romualdas Brazauskas (LTU), Carl Jungebrand (FIN) |  |

| April 18 | Panathinaikos                                          | 81–71                              | Efes Pilsen                                               | |  |
| 21:00    | Marcador por tiempos: 41–33, 40–28                     | Marcador por tiempos: 41–33, 40–28 | Marcador por tiempos: 41–33, 40–28                        | |  |
|          | Estadísticas Bodiroga 22 Rebrača 7 Bodiroga, Kattash 3 | Boxscore Pts Reb Asts              | Estadísticas Türkoğlu 15 Beşok, Türkoğlu 5 Mulaomerović 6 | Pabellón: P.A.O.K. Sports Arena, Thessaloniki Asistencia: 8,000 espectadores Árbitros: Stefano Cazzaro (ITA), Iztok Rems (SLO) |  |

### Tercer y cuarto puesto
| April 20 | FC Barcelona                                  | 69–75                              | Efes Pilsen                                    | |  |
| 18:30    | Marcador por tiempos: 34–41, 35–34            | Marcador por tiempos: 34–41, 35–34 | Marcador por tiempos: 34–41, 35–34             | |  |
|          | Estadísticas Rentzias 29 Elson 11 Rodríguez 5 | Boxscore Pts Reb Asts              | Estadísticas Beşok 22 Beşok 10 three players 2 | Pabellón: P.A.O.K. Sports Arena, Thessaloniki Asistencia: 8,000 espectadores Árbitros: Stefano Cazzaro (ITA), Carl Jungebrand (FIN) |  |

### Final
| April 20 | Maccabi Elite                                | 67–73                              | Panathinaikos                                         | |  |
| 21:00    | Marcador por tiempos: 36–36, 31–37           | Marcador por tiempos: 36–36, 31–37 | Marcador por tiempos: 36–36, 31–37                    | |  |
|          | Estadísticas Huffman 26 Huffman 10 Comegys 9 | Boxscore Pts Reb Asts              | Estadísticas Rebrača 20 Rebrača 8 Bodiroga, Kattash 2 | Pabellón: P.A.O.K. Sports Arena, Thessaloniki Asistencia: 8,500 espectadores Árbitros: Romualdas Brazauskas (LTU), Iztok Rems (SLO) |  |

## Estadísticas
|                               | Min | Pts | 2p    | 3p   | 1p    | Rdf | Rof | As | FP |
| ----------------------------- | --- | --- | ----- | ---- | ----- | --- | --- | -- | -- |
| Ferdinando Gentile            | 18  | 3   |       | 1/4  |       |     | 2   | 1  | 4  |
| Fragiskos Alvertis            | 35  | 4   | 2/2   | 0/3  |       | 3   |     |    | 4  |
| Dejan Bodiroga                | 35  | 9   | 2/8   |      | 5/8   | 3   | 1   | 2  | 1  |
| Johnny Rogers                 | 27  | 4   | 2/2   | 0/3  |       | 2   |     | 1  | 4  |
| Željko Rebrača                | 30  | 20  | 5/6   |      | 10/14 | 8   |     |    | 1  |
| Oded Kattash                  | 25  | 17  | 0/1   | 2/3  | 11/14 |     | 1   | 2  |    |
| Antonis Fotsis                | 11  | 9   | 3/4   | 1/1  | 0/2   | 2   | 3   |    | 2  |
| Pat Burke                     | 13  | 7   | 3/4   |      | 1/2   | 1   | 2   |    | 4  |
| Michael Koch                  | 6   |     |       |      |       |     |     | 1  |    |
| Panathinaikos BC              |     | 73  | 17/27 | 4/14 | 27/40 | 19  | 9   | 7  | 20 |
| Entrenador: Želimir Obradović |     |     |       |      |       |     |     |    |    |
| Ariel McDonald                | 38  | 11  | 3/6   | 1/3  | 2/2   | 2   | 1   | 1  | 4  |
| Derrick Sharp                 | 14  | 5   | 1/2   | 1/2  |       |     |     | 1  | 5  |
| Nadav Henefeld                | 29  |     | 0/4   |      | 0/2   | 1   |     |    | 3  |
| Nate Huffman                  | 34  | 26  | 9/18  | 1/1  | 5/8   | 7   | 3   | 2  | 4  |
| Dallas Comegys                | 21  | 3   | 1/2   |      | 1/2   | 4   | 1   | 3  | 4  |
| Mark Brisker                  | 25  | 13  | 3/6   | 2/3  | 1/2   |     | 3   |    | 4  |
| Doron Jamchi                  | 6   | 3   |       | 1/1  |       | 1   |     |    | 2  |
| Doron Sheffer                 | 26  | 6   | 1/3   | 1/2  | 1/2   | 1   | 1   | 2  | 5  |
| Gur Shelef                    | 1   |     |       |      |       | 1   |     |    | 1  |
| Constantin Popa               | 6   |     |       |      |       |     |     |    | 2  |
| Maccabi Tel Aviv              |     | 67  | 18/41 | 7/12 | 10/18 | 17  | 9   | 9  | 34 |
| Entrenador: Pini Gershon      |     |     |       |      |       |     |     |    |    |